# Jadwiga Najdowa
Jadwiga Najdowa (ur. 15 sierpnia 1927  w Łodzi, zm. 10 lutego 2010 w Szczecinie) – polski historyk sztuki, w latach 1952–1997 związana z Muzeum Narodowym w Szczecinie.

## Życiorys
W 1952 ukończyła studia na Uniwersytecie w Łodzi na kierunku Historia Sztuki. W latach 1950–52 zatrudniona w Muzeum Sztuki w Łodzi. Od roku 1952 związana ze Szczecinem gdzie podejmuje prace w Muzeum Narodowym, od roku 1980 pracuje na stanowisku kuratora działu Sztuki Współczesnej. W latach 1956–1975 naucza w Liceum Plastycznym przedmiotu wiedza o sztuce. Przez wiele lat zasiadała w jury festiwalu Polskiego Malarstwa Współczesnego. Jest autorką licznych publikacji, artykułów o malarstwie współczesnym, publikacji o twórczości artystów tworzących w Szczecinie. Podczas pracy w muzeum skompletowała kolekcję polskiej sztuki XIX i XX wiecznej, pisała również katalogi do wystaw. Zorganizowała ok. 100 wystaw w istniejącej od 1980 roku Galerii Sztuki Współczesnej.

## Publikacje i książki (wybór)
- Szczecińska Plastyka w latach 1945–1960
- Marian Tomaszewski (1904–1968)
- Andrzej Żywicki (1928–1970)
- Ziemowit Szuman (1901–1976)
- Marian Nyczka
- Łukasz Niewisiewicz - Malarstwo
- Wieńczysław Mazuś
- Julo Levin Życie i Twórczość
- Grupa Sopocka 1953-1993 (monografia)
- Miejsce Szczecina na mapie kultury Polski
- Szczecińska sztuka współczesna 1945–1993
- Z galerii wspomnień